# NGC 5608
NGC 5608 é uma galáxia irregular (Im) localizada na direcção da constelação de Boötes. Possui uma declinação de +41° 46' 32" e uma ascensão recta de 14 horas, 23 minutos e 17,6 segundos.
A galáxia NGC 5608 foi descoberta em 9 de Abril de 1787 por William Herschel.